# 埃诺尤哈尼·劳塔瓦拉
埃诺尤哈尼·劳塔瓦拉（芬蘭語：Einojuhani Rautavaara，芬蘭語發音：[ˈei̯nojuhɑni ˈrɑu̯tɑʋɑːrɑ] ⓘ；1928年10月9日—2016年7月27日），芬兰作曲家，让·西贝柳斯之后芬兰最出名的古典音乐作曲家之一。他曾跟随美国作曲家塞欣斯、科普兰等学习。早期采用序列主义技法创作。但后来形成了独特的空灵、脱俗的风格。他的著名作品包括《第7號交響曲》、歌剧（其中《文森特》讲述荷兰画家凡·高的故事），以及採用了北極圈內雀鳥的叫聲而寫成的管絃樂作品《北極之歌》等。